# Ptolemaios X Alexandros I
Ptolemaios X Alexandros I là vua Ai Cập từ 110 TCN đến 109 TCN và 107 TCN đến 88 TCN.
Ông là con của Ptolemaios VIII Physcon và Cleopatra III. Năm 110 TCN ông lên ngôi vua với mẹ ông là nhiếp chính, sau khi mẹ ông truất phế anh trai ông, vua Ptolemaios IX Lathyros. Dù vậy, năm 109 TCN, ông bị hạ bệ bởi Ptolemaios IX. 107 TCN, ông làm vua trở lại, và lại đồng trị với mẹ ông. Năm 101 TCN, mẹ ông bị giết hại, và ông cai trị cùng với cháu gái/vợ là Berenice III.
Khi ông qua đời, Ptolemaios IX chiếm lại ngai vàng. Khi Ptolemaios IX chết, vợ của Ptolemaios X là Berenice III trở thành nữ hoàng duy nhất trong 6 tháng.